# RGS14
RGS14‏ (Regulator of G protein signaling 14) هوَ بروتين يُشَفر بواسطة جين RGS14 في الإنسان.